# 古墳
古墳（こふん）とは、

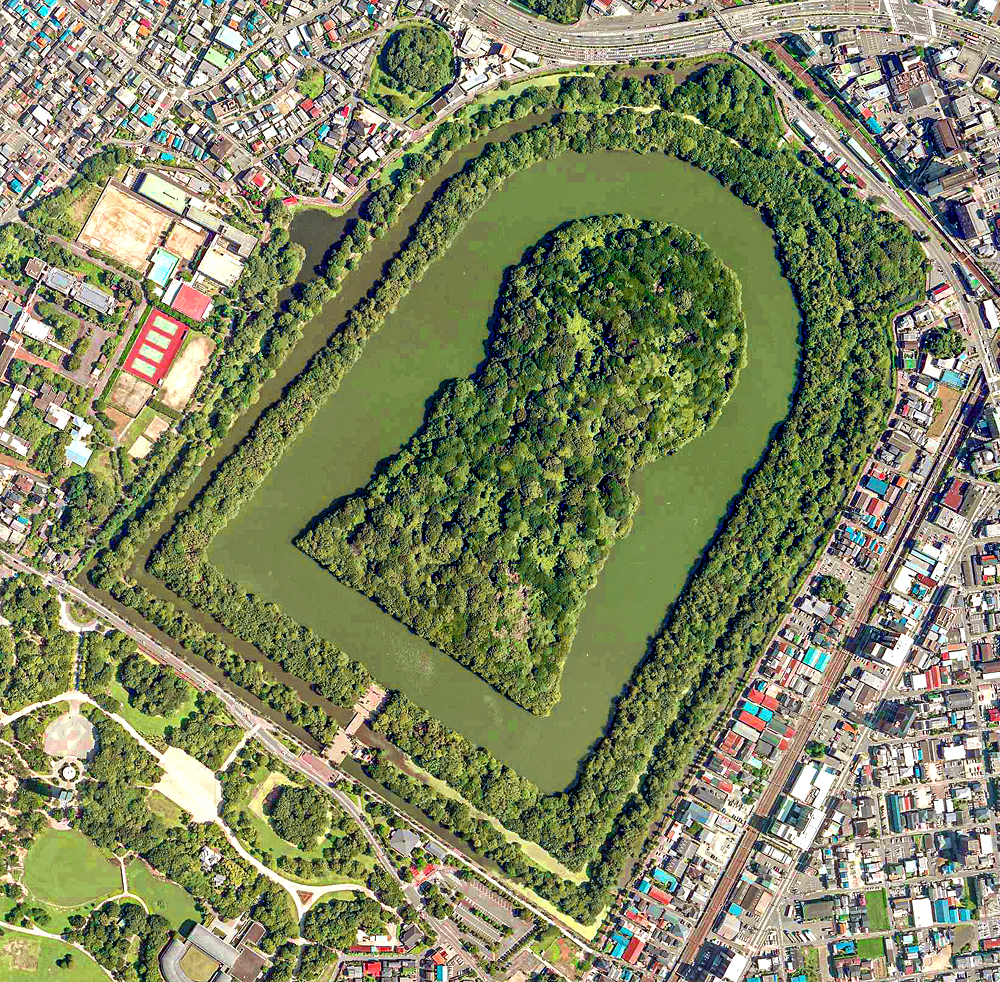
大仙陵古墳は、日本最大の古墳にして前方後円墳の代表例。宮内庁は百舌鳥耳原中陵と呼び、仁徳天皇の陵墓（別名：仁徳天皇陵）と治定している。画像は。

- 原義・第1義としては、「古い墓」「古人の墓」を意味する。日本では少なくとも平安時代中期以来の日本語（漢語）である[注 1][注 2]。
- 第2義・考古学的語義・近代以降現代の語義としては、「墳丘墓」・「盛土（封土）をした古代の墳墓」を意味する[6][7]。
- 最狭義には、日本の古代に属する一時代（古墳時代という）に築造された特定の形態の墳丘墓を指す歴史用語である[4]。高塚（たかつか）ともいう[5][6]。

東アジアにおいて権力者の墓として墳丘墓が盛んに築造された。本項はこれ以降、特筆しない限りは日本の古墳について解説する。
「古墳」という日本語は、古代から近世にかけては「古人の墓」全般を指す語であったが、墳丘をもつ墓が知られていたより古い時代（弥生時代）にも存在することが考古学の発展によって判明して以来、「前方後円墳出現以降の、墳丘をもつ古い墓」を指す語に変わり、弥生時代に続く古墳築造の隆盛期を「古墳時代」と呼ぶようになった。現在の日本史では、一般的に「3世紀半ばから7世紀頃にかけて日本で築造された、墳丘をもつ墓/高塚の墳墓」を「古墳」と呼び、他方、弥生時代の墳丘墓は「墳丘墓」、奈良時代の墳丘墓は「墳墓」、中世の墳墓は「中世墳墓」、近世の墳墓は「近世墳墓」と呼んで、それぞれに区別する。
また、現代日本語の「古墳」は、国際的に通用する普通名詞として用いるか（※第2義）、日本の古墳のみを指す固有名詞に近い語として用いるかという（※第3義・最狭義）、未だ明確に定義されない異なる語義が並立しており、この点に断り無くどちらか一方の意味で用いられることにより、時として齟齬が生じる。
現代日本語「古墳」に相当する現代英語は kofun が通例であるが、"ancient burial mound" など mound（意：塚、墳丘墓、ほか）に説明を付け加える形でのかなり曖昧な言い回しも多く、特に日本に限定する場合は "in Japan" を付け加えるなどする。

## 概要
考古学者・松本豊胤は「ため池造成や水田経営を積極的に進めた豪族たちが、自らが開発した地域を見渡せる場所に古墳を造営していった」と説明している。
古墳は、規模や化粧方法の違いによって類別されるほか、その平面形状、さらに埋葬の中心施設である主体部の構造や形態によって細かく分類編年されている。
墳丘の築造にあたっては、盛り土部分を堅固にするため砂質土や粘性土を交互につき固める版築工法で築成されるものも多いこと、こうした工法は飛鳥時代や奈良時代に大規模な建物の基礎を固める工法として広く使用されていることが、修繕時の調査などで判明している。
北海道式古墳として末期古墳がある。7世紀から10世紀に東北地方北部や北海道で造られた墳墓で、「蝦夷塚」とも呼ばれる。
大韓民国（韓国）南西部でも前方後円墳とよく似た形の古墳が多数見つかっており、日本から朝鮮半島に渡ってきた有力者らが埋葬されているものと推測されている。

### 発生
古墳は、規模・形状、およびその他の要素において、弥生時代初期の墓制と比べると大きく異なり、弥生墳丘墓からも発展している。古墳は、特定少数の埋葬法であり、同時代の集団構成員の墓と大きく隔たっており、地域的にも不均等に出現する。古墳の発生は、墓制の単なる変化や葬送観念の変化にとどまらず、社会・政治の全般に関わる問題として現れた。
古墳発生の問題は、戦前から議論されていた。その中で、この問題を日本古代国家の形成途上における政治史の課題として位置づけたのは小林行雄であった。具体的には、伝世鏡論と同笵鏡論を展開した。この両論に疑問を表明したのは後藤守一、原田大六、森浩一、伝世鏡論に疑問や同笵鏡の分有関係の解釈について斎藤忠、系統的・理論的に批判した内藤晃、鏡の賜与だけをもって大和政権と地方首長との政治関係の成立を考察するのは困難とする西嶋定生などがいた。

### 所在地・数
ここでは、日本における周知の古墳の数について解説する。周知の古墳は「周知の埋蔵文化財包蔵地」の代表的な一つであり、未調査・未認定のものが加わったり破壊されて消滅することによって数が変動する。
- 周知の古墳の数（都道府県別） - 2001年度（平成13年度）末付け、文化庁発表[17]。
  - 第1位 兵庫県（16,577基）、第2位 千葉県（13,112基）、第3位 鳥取県（13,094基）、第4位 福岡県（11,311基）、第5位 京都府（11,310基）。全国総計 161,560基。
- 周知の古墳の数（都道府県別） - 2017年度（平成29年度）末付け、文化庁、2018年（平成30年）5月21日発表[18]。
  - 第1位 兵庫県（17,647基）、第2位 鳥取県（12,546基）、第3位 京都府（11,556基）、第4位 岡山県（11,038基）、第5位 千葉県（10,494基）。

都道府県別で最も数が多いのは兵庫県であり、この順位が変動する可能性は目下のところ低い。しかし2位以下は大きな変動を見せている。また、北海道・青森県・沖縄県には消滅したものも含めて1基も存在しないとする研究者がいる一方で、それらの地域にも古墳の存在を認める研究者もいる（※『日本の古墳一覧』は後者説に基づく）。

### 形状

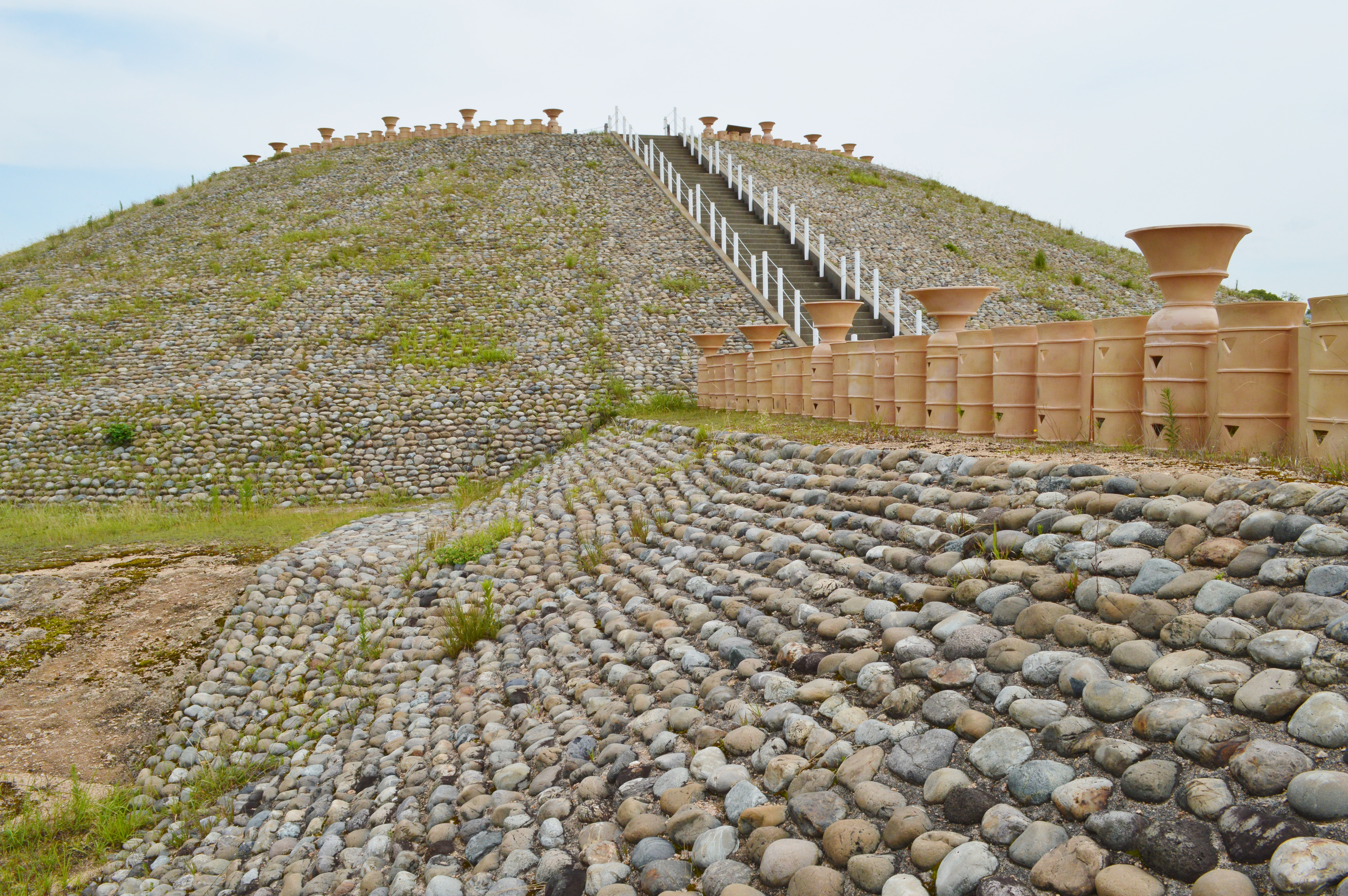
埴輪も含めて往時の姿を復元された五色塚古墳（4世紀末-5世紀初頭。神戸市垂水区五色山に所在）は、日本で最初に復元整備が行われた古墳である。

日本の古墳には、基本的な形の円墳・方墳を始め、長方形墳、六角墳、八角墳（天武・持統天皇陵）・双方中円墳（櫛山古墳・楯築古墳）・上円下方墳・双方中方墳（明合古墳）・帆立貝形古墳（乙女山古墳）などの種類がある。また、前方後円墳・前方後方墳・双円墳（金山古墳）・双方墳（二子塚古墳）などの山が2つある古墳もある。主要な古墳は、山が2つあるタイプの古墳であることが多い。その他、墳丘を石で構築した積石塚、石室に線刻、絵画などを施した装飾古墳、石室の壁に絵画を細越した壁画古墳（高松塚古墳・キトラ古墳）、埋葬施設の一種である横穴などがある。
死者が葬られる埋葬施設には、様々な形状が見られる。
古墳は、「不樹（きうゑず）」すなわち木を植えず、大規模に封じて（土を盛って）造成された。完成後は手を加えがたいあるいは足すら踏み入れがたい神域のような区域になり、何らかの思想を背景にあえてそうしたのか、単に放置するしかなかったがゆえかは分からないが、盛られた土壌を苗床にして自然の植生が施設全体を覆ってゆくに任せる状態になる。長い時間の経過により、あたかも自然丘陵のようになる。つまり、往時の古墳は自然豊かな環境の中に忽然と現れた巨大な幾何学的人工構造物であったが、今ではほとんどの古墳が植生豊かな自然の領域に変容している。周辺が民家やビルの建ち並ぶ市街地になった古墳も多く、そういった古墳は往時とは正反対に、人工構造物に囲まれた緑地になっている。なお、五色塚古墳や森将軍塚古墳のように造成当時の状態に復元されたものもある。

### 埋葬施設
古墳に用いられる埋葬施設には、竪穴系のものと横穴系のものとがある。

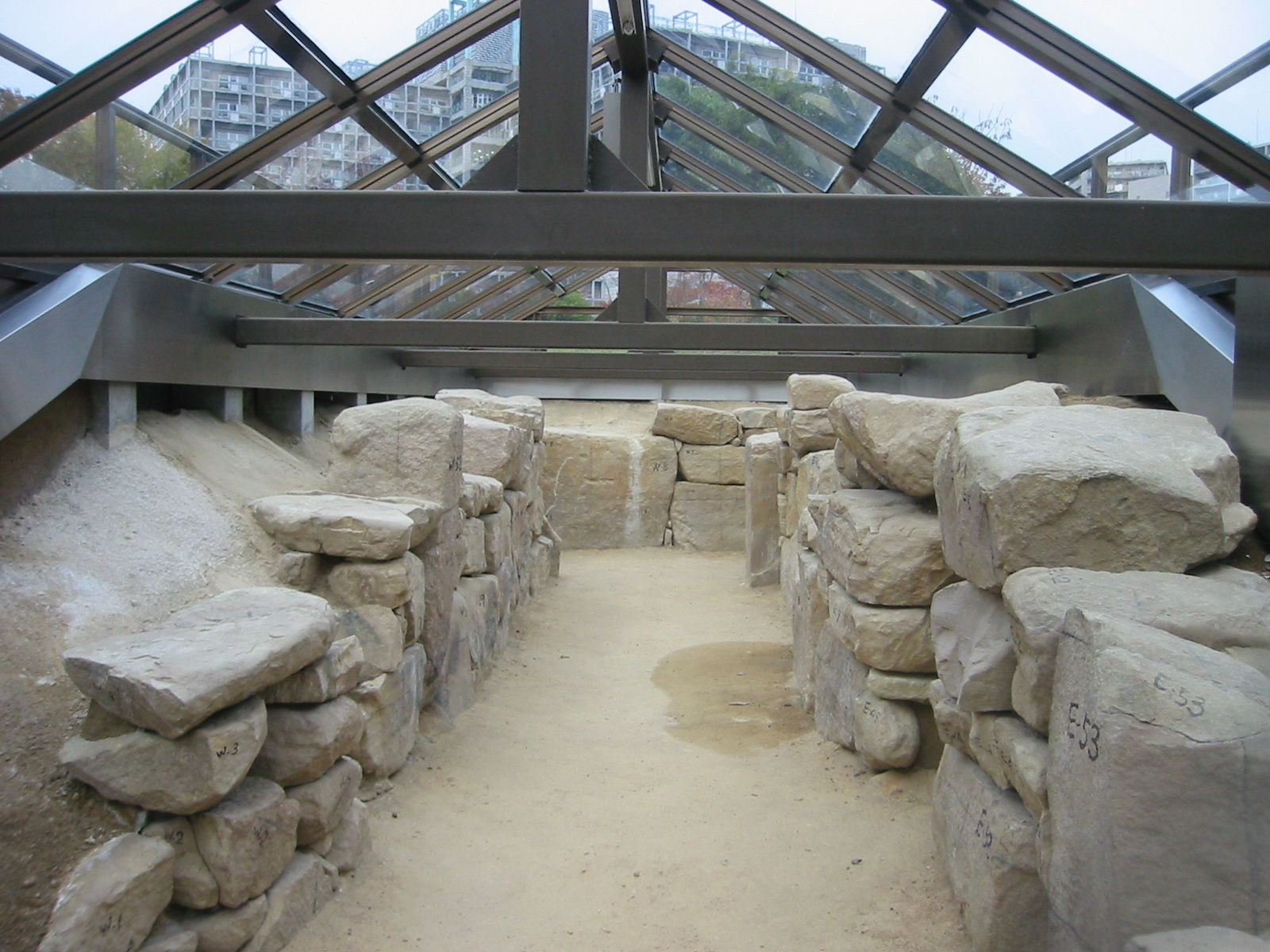
高塚山1号墳の石室／元は兵庫県神戸市垂水区多聞町に分布する高塚山古墳群に属していた古墳の石室で、西神中央公園（神戸市西区糀台6丁目所在）に移されたもの。

竪穴系のものは、築造された墳丘の上から穴を掘り込み（墓坑/墓壙；ぼこう）、その底に棺を据え付けて埋め戻したものである。基本的にその構造から追葬はできず、埋葬施設内に人が活動するような空間は無い。竪穴式石槨・粘土槨・箱式石棺・木棺直葬などがある。このうち、竪穴式石槨は、墓坑の底に棺を設置した後、周囲に石材を積み上げて壁とし、その上から天井石を載せたものである。古墳時代前期から中期に盛行する。畿内・吉備地方の前期古墳では被葬者の頭位の「北向き」が多いとされ、中国戦国時代の王侯の墓は北枕で『礼記』にも規定があることから、中国思想の影響とする説がある。粘土槨は、墓坑底の木棺を粘土で何重にもくるんだもので、竪穴式石槨の簡略版とされる。古墳時代前期中頃から中期にかけて盛行した。箱式石棺は、板状の石材で遺骸のまわりを箱状に囲いこむもので、縄文時代以来の埋葬法である。木棺直葬は、墓坑内に顕著な施設を造らずに木棺を置いただけのもので、弥生時代以来の埋葬法である。
横穴系のものは、地上面もしくは墳丘築造途上の面に構築され、その上に墳丘が造られる。横穴式石室・横口式石槨などがある。横穴式石室は、通路である羨道部と埋葬用の空間である玄室部をもつ。石室を上から見たとき、羨道が玄室の中央につけられているものを「両袖式」、羨道が玄室の左右のどちらかに寄せて付けられているものを「片袖式」と呼ぶ。玄室内に安置される棺は石棺・木棺・乾漆棺など様々である。玄室への埋葬終了後に羨道は閉塞石（積み石）や扉石でふさがれるが、それを空ければ追葬が可能であった。古墳時代後期以降に盛行する。横口式石槨は、本来石室内に置かれていた石棺が単体で埋葬施設となったもので、古墳時代終末期に多く見られる。

### 棺
古墳時代には死者を棺に入れて埋葬した。棺の材料によって、木棺、石棺、陶棺、乾漆棺などがある。
木棺のうち、刳り抜き式のものは、巨木を縦に2つに割って、それぞれの内部を刳り抜き、蓋と身とが作られたものと考えられ、「割竹形木棺」と呼び習わされている。ただ、巨木を2つに割るとはいうものの、竹を2つに割るように簡単にはいかないので、用語として適切かどうかを指摘する者もいる。次に、「組合式」といわれる木棺は、蓋、底、左右の側板、計四枚の長方形の板と、前後の方形の小口板、時には別に仕切り板が付くこともあるが、2枚とを組み合わせて作った。木棺は、土に埋め土を被せていた。

## 日本の古墳の体積と築造に要した労働力

### 必要労働力の推定
古墳には大小様々あり、その体積を計算すると、前方後円墳に限定しても約210万立方メートルの大仙陵古墳といった巨大なものから、約400立方メートルの小型のものまで差が大きい。古墳の体積から必要労働力を推定した研究はいくつかあるが、その中でも仁徳天皇陵とされる大仙陵古墳について大林組が算出したものが精緻である。
大林組による算定にあたり、いくつかの前提・推定が与えられている。
計画の前提条件
1. 建設時期は現在（1985年）とし、仁徳天皇陵と全く同規模の墳墓を古代工法により再現する。
2. 建設の範囲は墳丘・2重濠までとし、3重目の濠や陪塚は含まない。
3. 工事は現代人が古代工法で行い、古代工法は古墳時代当時の土木工事に従う。
4. 建設場所は現在の陵の敷地とし、地表は雑草・灌木に覆われた洪積台地とする。
5. 客土材は陵の西側の土取り場より採取する。葺石は石津川から採取する。
6. 工事関係者の労働条件・労働賃金などは現在の社会に従う。

施工条件
1. 建設用工具は鉄製または木製のスキ、モッコ、コロを使用する。
2. 労働者はピーク時で1日2000人とし、牛馬は使用しない。
3. 作業時間は、1日8時間、ひと月25日間とする。
4. 建設事務所は陵の敷地内、労務宿舎を客土採取場の中に置く。

その他前提条件
1. 作業員数をピーク時で日当たり2000人と設定。
2. 伐開除根面積は36.86万平方メートル。
3. 墳丘土量140.5866万立方メートル、外濠掘削・盛土13.9万立方メートル、内濠掘削・盛土59.9万立方メートル、客土掘削・盛土74.2万立方メートル。
4. 葺石536.5万個（1.4万トン）。
5. 埴輪1.5万個。
6. 葺石運搬のための水路を掘削。
7. 埴輪の製造は工事見積もりに含まない。

見積もりした工程別の施工期間
1. 伐開除根・地山均し：3.3か月。
2. 測量・地割・丁張りほか：2.3か月。
3. 外濠掘削・盛土：11.4か月。
4. 内濠掘削・盛土：46.1か月。
5. 客土掘削・盛土：103か月。
6. 葺石運搬用水路掘削：5.2か月。
7. 葺石採取・設置：142か月。
8. 埴輪設置：48か月。
9. 石室工事：6か月。
10. 運搬路撤去：6.1か月。
11. 後片付け：3.2か月。

総工期：15年8か月（並行工程があるため上記合計より短い）。
見積もりした工程別の作業員数
1. 土掘削：67万人。
2. 土運搬：446万人。
3. 盛土：24.3万人。
4. 伐開除根、測量、排水工事その他：43.4万人。
5. 葺石採取と選別：8万人。
6. 葺石運搬：9万人。
7. 葺石設置：2.5万人。
8. 埴輪工程：埴輪製造の作業員については不確定要素が多く除外。
9. 施工管理:作業員10人に1人の世話役を配する労務編成を単位とし、ピラミッド型の階層構造になっていたと想定。

総作業員数：680.7万人。
総工費：796億円（1985年当時の貨幣価値）

### 設計値としての古墳の体積
上記の労働力推定の研究にとって、体積の把握が大前提となっている。
一方で、中国では、三国時代の魏の数学者・劉徽が、著者不明の紀元前の数学書『九章算術』の数学問題の註釈本として263年に著した『九章算術』（※劉徽 註『九章算術』）の巻第5「商功」に、冥谷（地下式の墓室）の総体積・一人一日で運ぶ体積・人夫数を求める例題がある。263年と言えば日本では古墳時代の最初期に相当する。
この内容から、古代中国では墳墓を築く際、その土木工事の施工計画に体積を用い、労働力の計算を実際に行っていたことを窺い知れる。日本でも古墳築造時において、設計値としての土量あるいは体積が、古墳の計画的築造を決定・把握する上で非常に重要な数値であったとする考え方がある。

### 「寿陵」説
なお、古墳自体の規模とその造営に必要な労働力や期間などを考慮して、古墳を寿陵（生前に構築した墓）とする説がある。『日本書紀』には仁徳天皇や蘇我蝦夷父子が生前より墓を築いていたと記されており、『筑後国風土記』逸文にも地元の大豪族筑紫君磐井が生前に墓を築いたとする記述があるからである。考古学の見地からも梅原末治や茂木雅博らが寿陵説を唱え、現在では通説化している。

## 古墳時代の終焉

### 薄葬と厚葬
中国大陸には、埋葬に関して「厚葬」と「薄葬」という2つの対立する考え方があった。両者には葬儀が手厚いか簡略かの違いがあり、その考え方の違いの根底には異なった死生観が存在していた。墳丘を造っているかどうかで、厚葬（こうそう）か薄葬（はくそう）かの違いを区別することができる。つまり、死後、墓とした土地を永久に占有できるかどうかで区別する。
日本の古墳時代は、厚葬から薄葬へと形式が移行したことで終わりを遂げ、飛鳥時代が到来した。6世紀中の仏教伝来により豪族の権威の象徴としての関心が寺院に移ったためとみる説があり、まず近畿で廃れ、関東の群馬あたりではしばらく続いたもののやはり廃れていった。

### 薄葬令
飛鳥時代中期にあたる大化2年（ユリウス暦換算：646年）の3月に発せられた詔は、研究者が4部構成と解釈する長文であるが、その第一に述べられているのが、『日本書紀』巻第25の孝徳天皇紀に大化2年3月条として所収されている「薄葬の詔」、いわゆる「薄葬令」である。
「朕が聞いたところによれば」と孝徳天皇が語り始め、「西土の君（もろこしのきみ ※ここでは、中国の君主）が民に戒めて言うことには」と話を進め、前段で制定の意義を説き、後段で葬制の内容を事細かに述べている。引用元は明らかに『魏志』の巻1「武帝紀」と巻2「文帝紀」であり、よって、ここでの「西土の君」とは曹操（魏の武帝）と曹丕（魏の文帝）のことと分かる。内容を見るに、従来の墓の規模に比して遙かに縮小しており、簡素化している。つまり、厚葬の時代は過去となり、世は薄葬の時代へと移行していた。これらの知見から判断して、現代の研究者は大化2年に敷かれた係る葬制を「薄葬制」と呼ぶようになった。この詔が発せられた社会的背景として公地公民制との関わりを指摘する研究者もいる。

## 学術調査

### 未盗掘古墳
未盗掘古墳とは、人が埋葬された状態のまま、一度も盗掘されていない古墳をいい、発見されるのは稀である。未盗掘古墳の重要性は、遺物と遺構の位置関係（どの遺物が、どの遺構のどの場所に、どのような形で副葬されていたか）を当時のまま伝えてくれるところにあり、その情報が記録されていなければ価値を大きく損ねてしまう。また、複数の埋葬施設を有する古墳では、そのいくつかが未盗掘状態で残されていることがあり、そのような場合は「準未盗掘古墳」などと呼ばれる。
古墳が盗掘されることなく残されたパターンは、次の二つがある。一つはそこが古墳であると認知されていなかったというパターンで、中世に山城として利用された滋賀県雪野山古墳などが当てはまる。もう一つは、様々な理由で掘ることができなかったというパターンで、墓守によって守られていた（※例：奈良県藤ノ木古墳）、地震などによって石室が崩落していた（※例：群馬県綿貫観音山古墳、奈良県黒塚古墳）、墳頂からかなり深い場所に埋葬施設があった（※例：茨城県三昧塚古墳、岡山県勝負砂古墳）などがある。また、最近の調査では、未盗掘またはほぼ未盗掘であることが判明した場合、あえて発掘せずに埋め戻すこともあり、2010年（平成22年）に調査された兵庫県長尾山古墳などはその一例である。

### 宮内庁管理下陵墓
天皇・皇后・皇太后が埋葬されている御陵と皇族の埋葬されている御墓を合わせた陵墓と、陵墓の参考地は、近代以降現在では宮内庁（以前はその前身機関）が管理下に置いている。宮内省および後身の現・宮内庁は管理下になる陵墓について、学術調査を含む一切の立ち入りを厳しく制限しており、日本史研究会や歴史学研究会等の学術団体の調査要求であっても基本的に拒否の方針を執ってきた。発掘許可がほとんど下りることなく、下りたとしても極めて限定された範囲に抑えられているため、係る分野の考古学研究は重要な部分の知見を欠いたままでの発展を余儀なくされてきた。なお、陵墓の埋葬者の比定は江戸時代の儒学者・国学者などの手による文献研究を踏襲し、明治時代に宮内省が決定したもので、その後の考古学研究の進展により、緻密な編年作業が進展し、考古学者の比定と齟齬が生じているものも見られるようになった。
宮内庁が管理する陵墓は、近畿地方を中心に、北は山形県から南は鹿児島県までの1都2府30県に亘って分布している。2020年（令和2年）時点での内訳は、陵188、墓555、分骨所・火葬塚・灰塚など陵に準ずるもの42、髪歯爪塔など68、陵墓参考地46、総計899に及ぶ（※2010年〈平成22年〉時点では総計896であった。箇所数としては、同域のものを一つと捉えることから、460箇所を数える（2020年時）。
宮内庁が管理する陵墓を墳丘長の長いほうから順に挙げれば、以下のとおり。
内容は、左から順に、1. 宮内庁管理下の墳墓のランキング、2. （ ）丸括弧内に宮内庁管理外の古墳も含めた全国ランキング、3. 考古学的名称、4. 墳丘の全長。
- 第1位（第1位） 大仙陵古墳 525m
- 第2位（第2位） 誉田御廟山古墳 425m
- 第3位（第3位） 上石津ミサンザイ古墳 365m
- 第4位（第6位） 見瀬丸山古墳 310m
- 第5位（第8位） 渋谷向山古墳 300m
- 第6位（第11位） 箸墓古墳 280m
- 第7位（第12位） 五社神古墳 275m

宮内庁は式年祭等の祭祀を現在も行っており「陵墓の静安と尊厳の保持」等の理由で補修時の限定的な見学を除いて陵墓の学術調査を規制していた。しかし、2005年（平成17年）に日本考古学協会などの15の学会が調査を認めるよう要請したことを受け、2007年（平成19年）1月に陵墓管理の内規を改め、墳丘部への立ち入りや写真撮影を認めるようになった。最初に許可が下りて調査されたのは、2008年（平成20年）2月に実施された神功皇后陵（五社神古墳）であった。その後、3基を経て、2011年（平成23年）2月18日には応神天皇陵（誉田御廟山古墳）に天皇陵で初めての許可が下され、同月24日に調査された。2013年（平成25年）2月20日午前実施の倭迹迹日百襲姫命大市墓（箸墓古墳）、同日午後実施の手白香皇女衾田陵（西殿塚古墳）など、この日までに9つの陵墓で立ち入り調査が行われている。2015年（平成27年）2月20日には天智天皇陵（御廟野古墳）の調査が、同年12月4日には景行天皇陵（渋谷向山古墳）の調査が行われた。2018年（平成30年）10月15日にはユネスコ世界遺産（cf. 百舌鳥・古市古墳群）に登録されて間もない仁徳天皇陵（大仙陵古墳）に許可が下され、11月22日に宮内庁と堺市が共同で発掘調査を実施したが、これは（前身機関も含めて）宮内庁が外部機関と共同で行う初めての発掘調査となった。
研究者は陵墓の文化財としての側面を認めるものとして歓迎しており、発掘を含めさらに調査を拡大するように求めている。

### 研究者
- 蒲生君平（1768年 - 1813年）
  - 江戸時代後期の儒学者。山陵（天皇陵）を踏査して『山陵志』を著した。「前方後円墳」という用語を初めて使った。
- ウィリアム・ゴーランド（1842年 - 1922年） [52]
  - 明治政府がイギリスより大阪造幣寮（現・造幣局）に招聘した化学兼冶金技師で、明治5年（西暦換算：1872年）から1888年（明治21年）にかけての16年に亘る滞日中に、本務の余暇をみてはこつこつと古墳研究を進めていった。当時の日本人のほとんどは彼の研究の内容と意義を知らなかったが、のちに「日本考古学の父」と讃えられることとなる。ゴーランドは帰国して9年後の1897年に "The dolmens and burial mounds in Japan（和題：日本のドルメンと古墳）"を、次いで翌1898年に "The Dolmens of Japan and their Builders（和題：日本のドルメンとその築造者）" を発表した[53][54]。日本の古墳のなかでもとりわけゴーランドを惹きつけたのは、巨石を使って構築された横穴式石室であった。彼が調査した横穴式石室は460基で、そのうち実測図を作成してデータを計測したのは130基であった。調査地域は九州から関東地方の15府県に亘っている。

## 課題
環境の影響という面でも、高松塚古墳壁画が劣化した例に顕著なように、外部から持ち込まれたもの（カビ、細菌など）が汚染を招くという事態が多くなっている。観光化に伴うこうした例は地域振興と密着しているために根絶を求めるのは難しく、古墳や景観保護のため、環境負荷を最小限に留めるのが、今後の課題となっている。
古墳の破壊も後を絶たない。古墳時代にすでに古墳が破壊されていたことが発掘などにより判明しているが、これらは政治的意図と思われる。しかし年月が経過すると、土地使用に供するために古墳を破壊するようになった。古くは、平城宮建設のために市庭古墳（平城天皇陵）の一部などが破壊された。農地のための破壊は歴史を通じて見られた。中世には高台や水濠を備えていたことから城砦への改修に最適地形とされ、特に三好長慶や松永久秀によって多くが破壊された。
近代、なかでも第二次世界大戦後には、宅地造成を事由に数多くの古墳が破壊されてきた。大戦後に破壊された最大の古墳は百舌鳥大塚山古墳である。全長168メートルを誇り、大阪府堺市西区に所在したが、1949年（昭和24年）の宅地造成工事で全てを削り取られて消滅した。その後、1955年（昭和30年）、破壊の危機に瀕した堺市のいたすけ古墳の保存運動などをきっかけに、古墳は保存すべき文化財であるとの認識が広まる。大規模な破壊は無くなっていった。しかしながら、2005年（平成17年）には古江古墳が破壊されるなど、小規模な古墳の破壊は後を絶たない。また、工事の最中に発見された小さな古墳が、公にされないまま、文化に対する価値観の低い者によって破壊されている可能性は常にある。
一方、公的管理がなされている古墳以外の土地所有者には、古墳敷地の管理経費などが重い負担となっていた。2020年代以降、古墳上に太陽光発電パネルを設置し、収益と除草の回避により管理上の問題を軽減する事例も見られるようになった。

## 古墳の名前
日本にある近現代の遺跡の名称は、その遺跡の古来の所在地名に倣って、その地の大字（おおあざ）や小字（こあざ）を付けることを原則にしている。これは、大字や小字が、その地の古来の地名（※人々が暮らすうちに自然に生まれてきた地名、幕藩体制の下で作り出された地名、その他）を残した近代行政地名（※近代行政の施行に則して設けられた地名）であるが所以である。
古墳も決して例外ではないが、「○△山」「×□塚」などといった古来の名称が当該地域に伝承されているものが多く、そのような古墳の固有名詞的構成要素は当該地域の字名と同一であるケースが当然に多い。しかしそれが、例えば「天神山」「浅間山」「稲荷山」「観音山」「大塚山」「茶臼山」「丸山」「二子山」「築山」「狐塚」「鬼塚」「富士塚」「庚申塚」「二子塚」「車塚」「塚穴」などといった地名は日本各地に非常に多い。また、なかには同じ令制国内や同じ郡内に複数存在する場合まであり、そういったものは市町村合併が進行に連れてますます増加傾向にある。狭い地域内だけで管理するには大して問題にならない「地名の重複」であるが、全国など広範に管理するのには、どこの「○△山」かどこの「○×塚」かなどと個別に呼び分けることが欠かせないため、「井辺八幡山古墳」「埼玉稲荷山古墳」「江田船山古墳」「百舌鳥大塚山古墳」などと、大字またはそれより上位の地名を付して呼称するのが通例となった。もっとも、それらはあくまで管理上の名称であって、当該地域に“正しい”名称として押し付けるような種類のものではない。
長崎県壱岐市にある「掛木古墳」や「平山古墳」のように、元の土地所有者の名字を固有名詞的構成要素とする珍しい古墳名もある。

## 後世の城砦化

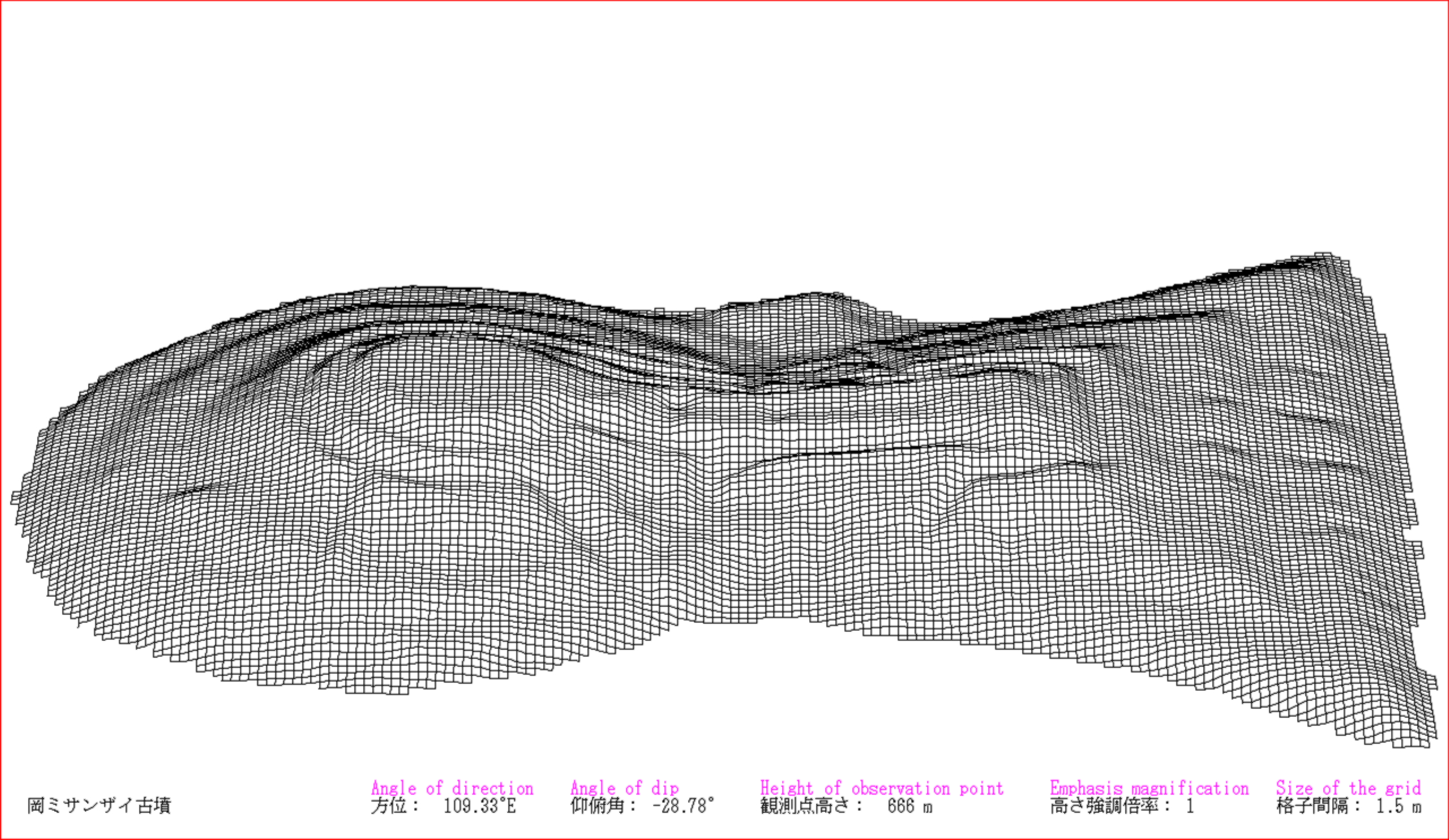
3DCGで描画した岡ミサンザイ古墳

古墳は堀と高台を備えているため、この地形を利用して後の世に城砦が築かれることもあった。似た例としてヨーロッパの城砦の形態の一つである「モット・アンド・ベーリー」も、青銅器時代の墳丘墓が堀と高台を備えていることから、この地形を利用して構築されることもあった。

### 城砦に利用された古墳の一覧
都道府県の記載順は ISO 3166-2:JP に準じる。
関東地方
- 遠見山古墳 - 群馬県前橋市総社町総社に所在。総社城の物見台として利用されたことからこの名がある。
- 天子塚古墳 - 群馬県高崎市保渡田町に所在。武田軍の内藤昌豊が築城した保渡田城
- 丸墓山古墳 - 埼玉県行田市埼玉に所在。忍城の戦いの際に石田三成が陣を構えた。
- 滝之城横穴墓群 - 埼玉県所沢市に所在。滝の城。

中部地方
- 岩崎城古墳 - 愛知県日進市岩崎町市場に所在。岩崎城。
- 三ツ山古墳群 - 愛知県小牧市東田中に存在した。小牧・長久手の戦いの際に豊臣秀吉陣営の砦として利用され、田中砦と呼ばれた。
- 青塚古墳 - 愛知県犬山市青塚新町に所在。小牧・長久手の戦いの際に豊臣秀吉陣営の砦として利用され、青塚砦と呼ばれた。

近畿地方
- 茶臼山古墳 (長浜市) - 滋賀県長浜市東上坂町に所在。織田信長・徳川家康が陣として利用し龍ヶ鼻砦と呼んだ。
- 雪野山古墳 - 滋賀県近江八幡市新巻町・東近江市上羽田町・蒲生郡竜王町川守に所在。室町時代に雪野山城が建てられた。
- 今城塚古墳 - 大阪府高槻市郡家新町に所在。享保年間（1716-1736年間）にまとめられた『摂津志』に「今城陵在郡家村永禄中城営」とあり、城として利用されていた記述がある。
- 津堂城山古墳 - 大阪府藤井寺市津堂に所在。河内小山城。
- 岡ミサンザイ古墳 - 大阪府藤井寺市藤井寺に所在。
- 高屋築山古墳 - 大阪府羽曳野市古市に所在。高屋城が建てられ、戦国大名・畠山氏の本拠地として利用された。
- 河内大塚山古墳 - 大阪府松原市西大塚・羽曳野市南恵我之荘に所在。丹下城。
- 一津屋古墳 - 大阪府松原市一津屋町に所在。戦国時代に一津屋城となった。
- 貝吹山古墳 - 大阪府岸和田市池尻町に所在。久米田の戦いの際に三好実休が砦として使用した。
- 大仙陵古墳 - 大阪府堺市堺区大仙町に所在。国見城。堺城。
- 黒姫山古墳 - 大阪府堺市美原区黒山に所在。
- 黒塚古墳 - 奈良県天理市柳本町に所在。柳本城。
- 狐井城山古墳 - 奈良県香芝市狐井・良福寺に所在。中世から近世にかけて城砦として利用された。狐井塁と呼ばれていた。
- 恵解山古墳 - 京都府長岡京市に所在。山崎の戦い時の明智光秀本陣

中国地方
- 造山古墳 - 岡山県岡山市北区新庄下に所在。備中高松城の戦いで砦として二次利用された。

古墳が現存しない・発掘調査で判明しないなどの理由で確認できないもの。
- 大阪城（大坂城） - 古墳だったという指摘はされてはいるものの、石山本願寺と大阪城築城の際に古墳が壊されたという伝承があるが、もともと古墳だったという文献資料は確認されていない。大坂城築城の際に、千塚の古墳を破壊して石材を運びだしたとする古文書はある。
- 誉田城 - 大阪府羽曳野市に存在した。歴史に名があるが、もととなった古墳とともに現存しない。また高屋城との混同も見られる。
- 大塚城 - 大阪府大阪市天王寺区茶臼山町に存在した。古墳だと言われているが古墳とも中世の城郭跡とも明確な結論がつけにくい構造となっている。
- 城ノ山古墳 (堺市) - 大阪府堺市北区百舌鳥西之町に存在した。西村砦の比定地説が有力。
- 定の山古墳 - 大阪府堺市北区百舌鳥梅町に存在した。東村砦の比定地説が有力。
- 深井城 - 大阪府堺市中区深井中町に存在した。歴史に名があるが、もととなった古墳とともに現存しない。
- 高木大塚城 - 兵庫県三木市別所町朝日ケ丘に存在した。三木城を攻める際に織田信忠が陣を構えた。

その他。石材の利用・弾薬庫・防空壕
- 馬越長火塚古墳 - 愛知県豊橋市石巻本町に所在。石室に使われた石材が吉田城に使用されたという噂がある他、太平洋戦争中には石室が弾薬庫として利用された。
- 重定古墳 - 福岡県うきは市浮羽町朝田に所在。石室を弾薬庫として利用。
- 安富古墳 - 福岡県安富天満宮境内に所在。防空壕として利用された。
- ノムギ古墳 - 奈良県天理市佐保庄町に所在。防空壕・軍施設説が上がるような改装が行われていた。
- 二子塚古墳 - 大阪府池田市。防空壕として利用
- 乙塚古墳 - 岐阜県土岐市泉町久尻に所在。防空壕として利用された。
- 八幡観音塚古墳 - 群馬県高崎市八幡町に所在。防空壕を掘っていた時に発見された。
- 東赤坂古墳 - 高松市香川町浅野に所在。防空壕として使用された。
- 梶山古墳 - 鳥取県鳥取市国府町に所在。防空壕として使用された。

古墳上に神社もよく建てられているが、古墳と直接関係があるというのは稀で、たいていは比較的後世に建てられたものである。